# Narciso Jubany

Kardinalswappen Jubanys

Narciso Kardinal Jubany Arnau, auf Katalanisch Narcís Jubany i Arnau, (* 12. August 1913 in Santa Coloma de Farners, Spanien; † 26. Dezember 1996 in Barcelona) war ein spanischer Geistlicher und Erzbischof von Barcelona.

## Leben
Narciso Jubany Arnau erhielt seine philosophische und theologische Ausbildung in Barcelona, Comillas, in Rom war er Seminarist am Päpstlichen Spanischen Kolleg St. Joseph. Er promovierte sowohl in Katholischer Theologie als auch in Kanonischem Recht und empfing am 30. Juli 1939 das Sakrament der Priesterweihe. Anschließend arbeitete er als Seelsorger, Dozent und in der Verwaltung des Erzbistums Barcelona.
Papst Pius XII. ernannte ihn am 24. November 1955 zum Titularbischof von Orthosias in Phoenicia und Weihbischof in Barcelona. Die Bischofsweihe spendete ihm am 22. Januar 1956 Ildebrando Antoniutti, Titularerzbischof von Synnada in Phrygia und Apostolischer Nuntius in Spanien. Mitkonsekratoren waren Gregorio Modrego y Casaus, Erzbischof von Barcelona, und José Bascuñana y López, Bischof von Ciudad Rodrigo.
Narciso Jubany Arnau nahm in den Jahren 1962 bis 1965 am Zweiten Vatikanischen Konzil teil. Papst Paul VI. ernannte ihn 1964 zum Bischof von Girona und 1971 zum Erzbischof von Barcelona. Im Rahmen des Feierlichen Konsistoriums vom 5. März 1973 nahm er Narciso Jubany Arnau als Kardinalpriester mit der Titelkirche San Lorenzo in Damaso in das Kardinalskollegium auf.
Narciso Kardinal Jubany Arnau war Mitglied des Kardinalsrats zur Untersuchung organisatorischer und ökonomischer Fragen des Heiligen Stuhls. Die Leitung des Erzbistums Barcelona legte er 1990 aus Altersgründen nieder. Narciso Kardinal Jubany Arnau starb am 26. Dezember 1996 in Barcelona und wurde in der dortigen Kathedrale bestattet.